# Екуи
Екуи (фр. Ecouis) насеље је и општина у северној Француској у региону Горња Нормандија, у департману Ер која припада префектури Andelys.
По подацима из 2011. године у општини је живело 808 становника, а густина насељености је износила 61,82 становника/km². Општина се простире на површини од 13,07 km². Налази се на средњој надморској висини од 147 метара (максималној 156 m, а минималној 76 m).

## Демографија
| 1962. | 1968. | 1975. | 1982. | 1990. | 1999. | 2011. |
| ----- | ----- | ----- | ----- | ----- | ----- | ----- |
| 768   | 781   | 734   | 700   | 714   | 716   | 808   |

График промене броја становника у току последњих година